# Ужур
Ужур — місто районного підпорядкування (з 1953) в Росії, адміністративний центр Ужурського району Красноярського краю.

## Географія
Місто розташоване на річках Ужурка та Чернавка, в 300 км від Красноярська.
Розташоване на півдні лісостепової Назаровської улоговини в так званих «Ужурських воротах» (між Солгонським кряжем і відрогами Кузнецького Алатау) на залізниці Ачинськ — Абакан в 339 км на північний захід від Красноярська.

## Історія
Назва походить від бурятського  «үзүүр»  — «гирло річки». Раніше — село Ужур. Ужур був центром Ужурської волості Ачинського повіту.

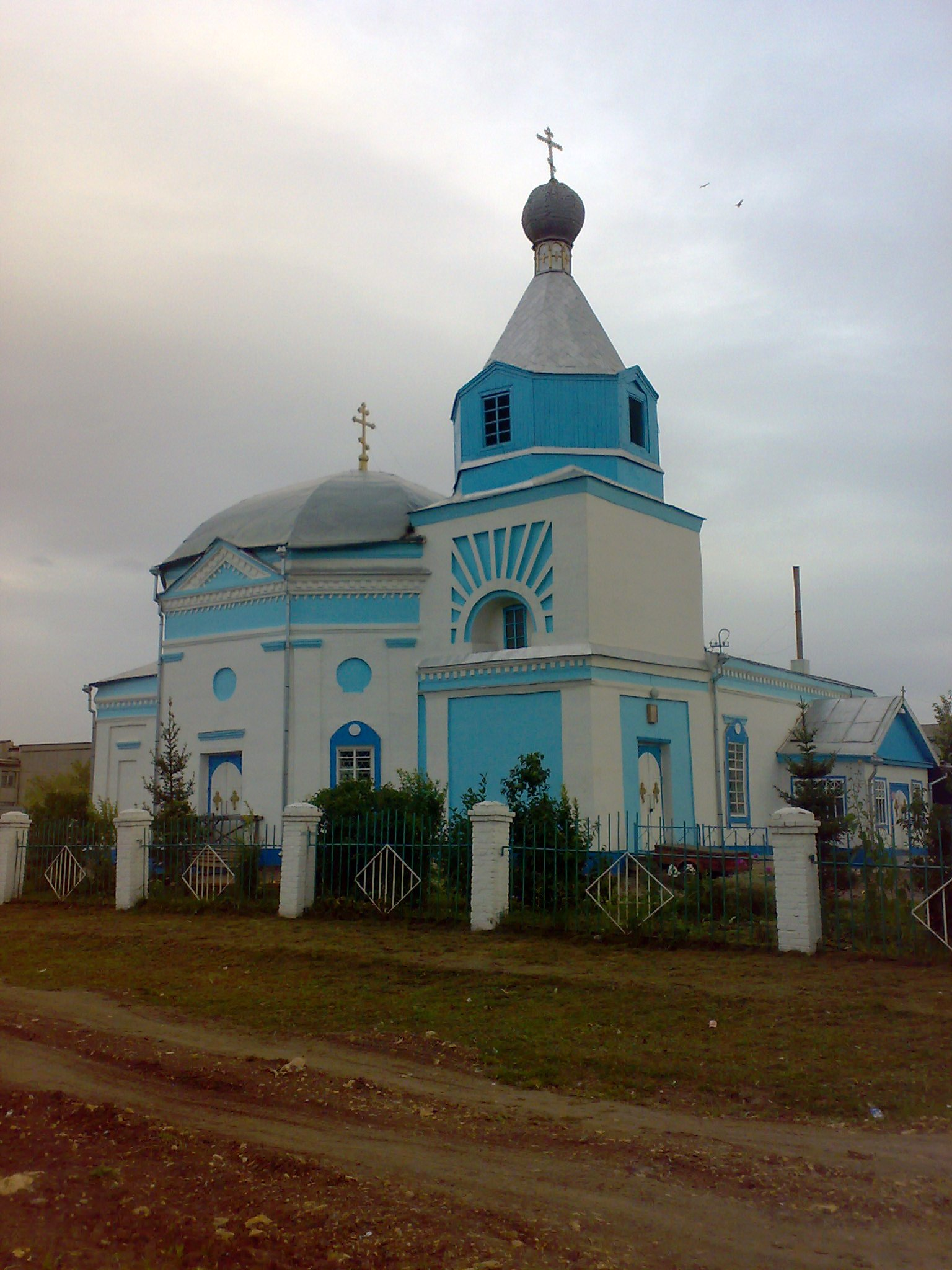
Церква в Ужурі

Заснований в 1760, до 1822 був невеликим селом (улусом), населеним хакасами. З 1822 — центр Ужурської волості Ачинського повіту Єнісейської губернії. У 1857 тут побудовано кам'яну церкву. У 1890 з'явилася телефонна станція. У 1911 р село налічувало 326 дворів. У 1914 розпочато будівництво Ачинсько-Мінусинської залізниці. Статус міста — з 1953.

## Економіка
Економічний профіль Ужура визначається положенням в великому сільськогосподарському районі та на залізниці. До Ужура тяжіє велика територія, з високорозвиненим зерновим виробництвом, м'ясо-молочним скотарством і вівчарством. Завдяки цьому місто стало великим центром з переробки сільськогосподарської сировини. В Ужурі функціонує близько 50 промислових підприємств усіх форм власності. Монопольна роль належить харчовій промисловості (до 90 % вартості продукції): молочний завод, хлібокомбінат, працює рибзавод, який переробляє місцеву та привізну рибу (в прісноводних озерах прилеглої території розводять пелядь, лящ, чир, омуль). Діють підприємства будівельної індустрії.